# اودرن (شهر اتریش)
اودرن (به آلمانی: Uderns) یک منطقهٔ مسکونی در اتریش است که در شواس واقع شده‌است. اودرن ۶٫۷۲ کیلومتر مربع مساحت دارد ۵۴۹ متر بالاتر از سطح دریا واقع شده‌است.